# Luci Pinari Escarp
Luci Pinari Escarp (llatí: Lucius Pinarius Scarpus) va ser un militar romà del segle ii aC. Formava part de la gens Pinària, una molt antiga gens romana d'origen patrici.
Marc Antoni el va situar a Cirene i al país veí amb quatre legions, una mica abans de la batalla d'Àccium. Després de la derrota, Marc Antoni va desembarcar a Líbia, però Escarp, que va veure que les possibilitats del seu antic cap eren escasses, va refusar rebre'l, i va fer matar els seus enviats. Va posar les seves tropes a les ordes de Gai Corneli Gal, lloctinent d'August. Es creu que Corneli Gal el va confirmar en el govern de Cirenaica potser supeditat a ell mateix, que llavors era governador d'Egipte.